# Товарный фетишизм
Товарный фетишизм — овеществление производственных отношений между людьми, возникающее в условиях товарного производства, основанного на частной собственности. Термин «товарный фетишизм» был введён Карлом Марксом в труде «Капитал» и обозначал свойство вещей быть продуктами для продажи (товарами). В результате этого происходит наделение товаров сверхъестественными свойствами и ошибочными представлениями, когда природе товара (в том числе товара рабочая сила) приписывают свойства, которыми она не обладает. Например, когда золоту или бумажной банкноте приписывают свойства денег. Человеку, например, женщине, которая выступает или в качестве товара (рабочей силы), или в качестве владельца капитала, приписывают как естественные все свойства, которые он (она) получает только в системе наёмного труда и капитала, то есть только в таком обществе, где продукты производят с целью продажи.

## Концепция товарного фетишизма по Марксу
Размышляя о товарном фетишизме в последнем разделе первой главы «Капитала», который носит название «Товарный фетишизм и его тайна», Маркс выделяет несколько составляющих данной теории.

### Таинственность товарной формы
Товар может на первый взгляд показаться простой вещью, однако при анализе видно, что он носит загадочный, даже мистический характер. По мнению Маркса, своими свойствами товар удовлетворяет человеческие потребности, а также он приобретает эти свойства как продукт человеческого труда. Однако таинственность товара заключается вовсе не в этом.
Понятие «вещь» — то же самое, что и понятие «продукт труда». Но вышеперечисленные понятия вовсе не равнозначны понятию «товар». Человек меняет все вокруг так, как будет выгодно и полезно ему. Например, как продукт труда стол сам по себе является лишь изделием из дерева. Однако уже как товар стол обладает денежным эквивалентом. Отношение человека к нему меняется, он начинает воспринимать стол как предмет, который обладает материальной ценностью. Таким образом человек наделяет вещь ценностными и стоимостными характеристиками, в результате чего она превращается в товар. А уже став товаром, вещь наделяется совершенно новым значением для человека и общества в целом. Здесь товар и приобретает загадочный характер. Одухотворяя вещь, тем самым преобразуя её в товар, человек начинает подчиняться поведению товаров на рынке. А это поведение неконтролируемо и неуправляемо человеком. Более того, товар начинает навязывать свои условия потребителю. Зачастую покупка того или иного товара не зависит от человека, она ему навязывается.

### Ценность продукта труда
Всё больше углубляясь в тайну товарного фетишизма, Маркс размышляет на тему того, что определяет ценность продукта труда. Маркс также говорит о том, что в товарно-денежном обществе незаметно фиксируются пропорции обмена, то есть сколько товаров можно получить в обмен на свой товар, в результате чего теперь люди считают, что эти пропорции предопределены самой природой той или иной вещи. Однако Маркс убеждён, что единственным главным критерием при определении ценности продукта труда на самом деле являются временные затраты и труд. Чтобы доказать справедливость своего мнения он приводит в пример список Робинзона из знаменитой книги Даниеля Дефо «Робинзон Крузо». В списке Робинзона содержался перечень предметов, которыми он обладает, а также в нём указывалось рабочее время, которое ему необходимо потратить на их изготовление. Таким образом единственное, что ему необходимо было знать для производства какого-либо нового орудия, это сколько времени, а также ресурсов ему предстоит затратить на это самое производство. И его продукты труда вовсе не имели никакой субъективной и навязанной какими-то внешними обстоятельствами характеристики вещей как товаров.

### Овеществление производственных отношений
Согласно Марксу, предметы потребления становятся товарами по причине того, что они являются продуктами независимых друг от друга частных работ. Производители вступают в контакт друг с другом только посредством обмена продуктов своего труда, таким образом, общественный характер их работ выражается лишь путём обмена одного товара на другой.

Производителям общественные отношения их частных работ кажутся… не непосредственно общественными отношениями самих лиц в их труде, а, напротив, вещными отношениями лиц и общественными отношениями вещей.— Карл Маркс, «Капитал. Критика политической экономии» 
Происходит овеществление производственных отношений: общественные отношения между частными производителями приобретают форму общественных отношений между вещами.

## Развитие теории
Карл Менгер в своём труде «Основания политической экономии» говорит о сущности происхождения ценности благ. В отличие от Маркса, который выдвигает идею того, что основным фактором при определении ценности продукта труда являются только временные затраты и труд, Менгер придерживается позиции, согласно которой ценность благ носит субъективный характер, а труд и время, потраченные на производство продукта вовсе не являются источником и критерием для измерения ценности товара.

Следовательно, ценность есть значение, которое для нас имеют конкретные блага или количества благ вследствие того, что в удовлетворении своих потребностей мы сознаем зависимость от наличия их в нашем распоряжении. Поэтому явление жизни, называемое нами ценностью благ, происходит из того же источника, что и экономический характер благ, то есть из вышеизложенного отношения между надобностью и количеством благ, доступным распоряжению.— Карл Менгер, «Основания политической экономии»
В социально-философском трактате «Символический обмен и смерть» Жан Бодрийяр, французский социолог и философ, развил идею товарообмена, играющую ключевую роль в концепции товарного фетишизма. Концепция символического обмена Бодрийяра полностью отличается от позиции Маркса по экономическому обмену. Он выделяет три этапа развития человеческой цивилизации. Согласно этой схеме, на первом этапе (архаическое и феодальное общество) осуществлялся обмен исключительно прибавочного материального продукта. Вторая стадия, капиталистическая, подразумевает обмен товаров промышленного производства. На третьем этапе, на котором находится современное общество, господствует символический обмен. Он не подразумевает прямой обмен товаров. Концепция символического обмена полностью отходит от позиции Маркса. Символический обмен в отличие от экономического, на котором делал акцент Маркс, не подразумевает прямой обмен товаров или ограниченное взаимодействие обменивающихся. Символический обмен прекращает существование прежних отношений между капиталистами и рабочим классом.
Ги Дебор, французский философ, в политическо-философском трактате «Общество спектакля», утверждает, что теперь человек уже не может удовлетвориться просто потреблением товара; он полон религиозного почтения к бесконтрольной свободе товара.

Товарный фетишизм доводит людей до состояния нервной лихорадки, чем мало отличается от религиозного фетишизма былых времён: такой же экстаз, конвульсии и восторг чудом исцелённых. И здесь потребляется только подчинение.— Ги Дебор, «Общество спектакля» 

## Сопутствующие теории

### Социальный престиж
В XIX веке Торстейн Веблен («Теория праздного класса: экономическое исследование институтов», 1899) разработал теорию социального статуса (престижа) как отношения между производителем потребительских товаров и стремлением потребителя к престижу. Чтобы избежать статусной тревоги, связанной с тем, что он не принадлежит к «правильному социальному классу», потребитель формирует личную идентичность (социальную, экономическую, культурную), которая определяется и выражается в товарах (продуктах и услугах), которые он покупает, которыми владеет и которые использует; в доминировании вещей, которые передают «правильные сигналы» о социальном престиже, о принадлежности. (См.: демонстративное потребление.)

### Овеществление
В книге «История и классовое сознание» (1923) Дьёрдь Лукач отталкивался от теории товарного фетишизма, развивая идею реификации (психологического превращения абстракции в конкретный объект) как основного препятствия на пути к классовому сознанию. По этому поводу Лукач сказал: «Подобно тому, как капиталистическая система непрерывно производит и воспроизводит себя экономически на более высоких уровнях, структура овеществления постепенно всё глубже, всё неотвратимее и всё решительнее проникает в сознание человека». Таким образом, коммодификация пронизывала каждую сознательную человеческую деятельность по мере того, как рост капитализма превращал каждую сферу человеческой деятельности в товар, который можно купить и продать на рынке.

### Индустриализация
Товарный фетишизм занимает центральное место в философии Франкфуртской школы, особенно в работах социолога Теодора Адорно, в которых описывается, как формы коммерции проникают в человеческую психику; как коммерция заставляет человека играть роль, которую он не выбирал; и как коммерческие силы влияют на развитие психики. В книге «Диалектика Просвещения» Адорно и Макс Хоркхаймер представили теорию индустрии культуры, описывающую, как человеческое воображение (художественная, духовная, интеллектуальная деятельность) становится товаром, когда подчиняется «естественным коммерческим законам» рынка.
Потребителю кажется, что культурные товары и услуги, продаваемые на рынке, обещают богатую и творческую индивидуальность, однако присущая им коммодификация сильно ограничивает и подавляет человеческую психику, так что у мужчин и женщин-потребителей остаётся мало «времени на себя» из-за постоянной персонификации культурных ролей, над которыми они практически не имеют контроля. В рамках таких культурных идентичностей человек является пассивным потребителем, а не активным творцом своей жизни; обещанная жизнь, полная индивидуального творчества, несовместима с коллективистскими, коммерческими нормами буржуазной культуры.
В «Капитале», том 1 Маркс отмечал, что «в буржуазном обществе преобладает правовая фикция, согласно которой каждый человек как покупатель обладает энциклопедическими знаниями о товарах». Согласно опросу, проведённому компанией Empower, предоставляющей финансовые услуги, американцы в настоящее время тратят 2,5 часа в день, или 873 часа в год, на «пролистывание» (т. е. цифровой шопинг и разглядывание покупок мечты).

### Товарный нарциссизм
В исследовании «От товарного фетишизма к товарному нарциссизму» (2012) авторы применили марксистскую теорию товарного фетишизма для психологического анализа экономического поведения (покупки и продажи) современного потребителя. Психологи Стивен Данн и Роберт Клули, разработавшие концепцию товарного нарциссизма, предположили, что потребители, заявляющие о своей этической озабоченности происхождением товаров, тем не менее ведут себя так, будто не знают об эксплуатационных условиях труда, в которых рабочие производили товары и услуги, покупаемые «заботливыми потребителями». В рамках культуры «консьюмеризманарциссичные» мужчины и женщины превратили шопинг (экономическое потребление) в социально приемлемый способ выражения агрессии.

### Этичное потребление
Экологически «сознательные» потребители хотят, чтобы приобретаемые ими товары были экологически безопасными. По словам Джеймса Г. Кэрриера, на личном уровне их покупки могут вызывать у них более позитивные моральные чувства, а во-вторых, они могут оказывать давление на компании на конкурентном рынке, заставляя их менять свой подход к делу. Некоторые товары воспринимаются потребителем определённым образом, и он игнорирует или отрицает трудозатраты, связанные с процессом производства, или, если уж на то пошло, любые подробности о людях и процессах, необходимых для создания этичного продукта. Капиталисты стремятся продавать товары аудитории, ориентированной на коммерческую выгоду, — использование природы в качестве стратегии жизненно важно для того, чтобы побудить людей покупать их продукцию. Этичное потребление в основном связано с социальным, политическим и экологическим контекстом предметов — потребители хотят, чтобы продукт соответствовал их моральным критериям, был неэксплуатационным. Эти базовые концепции должны быть заметными и привлекающими внимание, с узнаваемыми подтверждениями. Это очень распространено в экотуризме, где экологичность является причиной для покупки и посещения. Реклама защиты и сохранения природы привлекает посетителей и внимание СМИ. Эти капиталисты не утруждают себя разнообразием в своих изображениях, фотографиях или подписях — природа всегда красочна и ярка, нежна и сдержанна. Они «фетишизируют» природу как маркетинговый приём. Представление себя как компании, которая защищает природу, удовлетворяет потребности клиентов, так что потребитель не видит предметы и механизмы, используемые для её производства. Кэрриер описывает, как сама окружающая среда фетишизируется как потребляемый продукт: парки и другие территории используются как тела или образы, связанные с обещаниями природных впечатлений или усилий по защите в обмен на деньги. Кэрриер также приводит пример кофе справедливой торговли как способа проявления товарного фетишизма в этичном потреблении. Если кофе, произведённый по принципам справедливой торговли, обещает, что это прямая, кооперативная цепочка поставок между производителями и потребителями, о чём свидетельствуют изображения фермеров и надписи на упаковке кофе, то это становится более значимым для принятия решения потребителем, чем реальность, в которой многие другие «посредники» были необходимы для обжарки, упаковки, маркетинга и транспортировки этого товара.
Сторонники этой теории считают, что этичное потребление позволяет людям вести более нравственную жизнь, а также влияет на мир, оказывая экономическое давление на компании, чтобы они меняли свои производственные процессы и продукцию, делая их более этичными, чтобы оставаться конкурентоспособными на рынке. Фетишизация природы и природных ресурсов часто приводит к их превращению в товар, который нужно рекламировать. Концептуальные категории должны быть «понятными, видимыми и узнаваемыми», чтобы быть эффективными в качестве этических стандартов. Реклама товаров, которые позиционируются как продукция справедливой торговли, часто искажает реальный процесс производства, особенно в случае продуктов, для производства которых требуется много тяжёлого труда, таких как кофе. Она также часто становится эксплуататорской, поскольку в ней используются изображения этнических мелких землевладельцев, а не этнических мигрантов и наёмных работников, которые выполняют большую часть работы. Использование изображений не только фетишизирует продукт, но и определяет этичность в целом. Сейчас часто обсуждается вопрос о том, возможно ли вообще этичное потребление в глобализованном мире, где капитализм и торговля тесно взаимосвязаны. Это основано на идеях «зелёного камуфляжа», когда производители используют экологизм и идеалы справедливой торговли для рекламы своей продукции, не соответствуя этим идеалам. Ложный образ экологизма скрывает используемые неустойчивые методы. Ещё одна критика заключается в том, что выбор отдельных потребителей не приводит к масштабным системным изменениям без государственного регулирования. Доступность — ещё одна проблема, поскольку этичные продукты часто дороже и менее доступны для активистов с низким доходом.

### Превращенное в товар искусство
Культурные критики Георг Зиммель и Вальтер Беньямин исследовали и описали фетиши и фетишизм искусства, с помощью которых «художественные» товары производятся для продажи на рынке, а также то, как коммодификация определяет и устанавливает ценность художественных товаров (товаров и услуг), связанных с легальным искусством; например, продажа личных вещей художника как «художественных фетишей».

## В психологии
Согласно одному исследованию, самыми распространенными стали:
- «технический фетишизм» (преклонение перед некоторыми техническими новинками: плеером, телефоном, телевизором, ноутбуком)
- «фанатский фетишизм» (преклонение перед атрибутикой какого-либо идола – фанатская амуниция, листки с автографом)
- «магический фетишизм» (приписывание мистической роли вещам, особенно передаваемым в семье из поколения в поколение, вера в талисманы, обереги)

- «религиозный фетишизм» (ношение крестика, обращение к иконам)

Основная позитивная роль фетишизма состоит в том, что это простая и эффективная форма аутопсихотерапии. Фетиши обладают «эффектом плацебо». Основное отрицательное значение фетишей в том, что чрезмерная привязанность к вещам иногда подменяет отношения к людям: человек меряет дружбу, любовь и другие отношения с людьми через их материальные носители. Человек приписывает, додумывает смыслы сверхъестественности, сверхзначимости и иногда мистичности своих фетишей. Так, самыми распространенными атрибутируемыми сакральными смыслами фетишей стали: «дает силы», «помогает», «защищает», «оберегает», «подчеркивает мою значимость», «привлекает ко мне внимание», «притягивает удачу», «делает меня успешным», «мне повезет». Иногда фетиши связаны с ритуалами, церемониальным поведением: их надевают или складывают не спеша, в определенной последовательности, хранят бережно.

## Критика
В учебнике «Курс экономической теории» под редакцией Чепурина М. Н. и Киселёвой Е. А. авторы пишут, что марксовская идея товарного фетишизма была своеобразной разновидностью концепции «невидимой руки» как обезличенного механизма формирования цен (например, идея спонтанного порядка у Ф. Хайека). В этом смысле концепция товарного фетишизма совпадает с воззрениями экономистов классического и неоклассического направлений.
В книге «Размышления в красном цвете» Славой Жижек, словенский культуролог и философ, говорит следующее о товарном фетишизме: 

…прежде чем сетовать на «отчуждающий» эффект того факта, что «отношения между людьми» заменяются «отношениями между вещами», все же не следует забывать об освобождающем эффекте: смещение фетишизма на «отношения между вещами» дефетишизирует «отношения между людьми», позволяя им обрести «формальную» свободу и автономию. Хотя при рыночной экономике я остаюсь de facto зависимым, эта зависимость, тем не менее, «цивилизованна», осуществлена в форме «свободного» рыночного обмена между мной и другими людьми, а не в форме открытого рабства или даже физического принуждения. (...)
В рыночной экономике отношения между людьми могут казаться отношениями взаимного признания между свободой и равенством: господство больше не осуществляется напрямую и не зримо как таковое. Проблематична сама исходная посылка: то, что выбор делается лишь между прямыми и непрямыми отношениями господства и эксплуатации.— Славой Жижек, «Размышления в красном цвете»
По словам Хелены Шиэн, аналогия между религиозной верой и товарным фетишизмом является ошибочной интерпретацией, потому что люди не поклоняются товарам (деньгам и продуктам), приписывая сверхъестественные силы неодушевлённым предметам, фетишам. Вера в то, что товар обладает присущими ему ценностными отношениями, не является религиозной верой, потому что ценностные отношения не обладают психологическими характеристиками духовных убеждений. Эта интерпретация подтверждается тем, что человек может обладать религиозной верой, осознавая при этом психологию товарного фетишизма и, таким образом, критически относиться к фетишизации денег и товаров. Таким образом, неверие человека в золотого тельца является неотъемлемой частью его иконоборчества против идолопоклонства деньгам.

## В массовой культуре
Явление товарного фетишизма отражено в романе Чака Паланика «Бойцовский клуб»:

Ты покупаешь мебель. Ты говоришь себе: «Это последний диван, который понадобился мне в жизни». Купи себе диван, и на два года ты полностью удовлетворён, не важно, что идёт не так, по крайней мере ты решил вопрос с диваном. Затем подходящий набор тарелок. Затем идеальная постель. Шторы. Плед.
А затем ты просто заперт в своём любимом гнёздышке, и вещи, которыми ты по идее должен владеть, теперь владеют тобой.— Чак Паланик, «Бойцовский клуб»
Эта же мысль высказана в одноимённом фильме Дэвида Финчера.
В статье 2013 года «Gatsby, and Other Luxury Consumers», опубликованной в газете The New York Times, автор утверждает, что отношение героев фильма «Великий Гэтсби» является примером товарного фетишизма.